# Arcidiecéze barcelonská
Arcidiecéze barcelonská (katalánsky Arquebisbat de Barcelona, španělsky Archidiócesis de Barcelona) je římskokatolická metropolitní arcidiecéze ve španělském Katalánsku, jejíž sídlo je v Barceloně.

## Historie

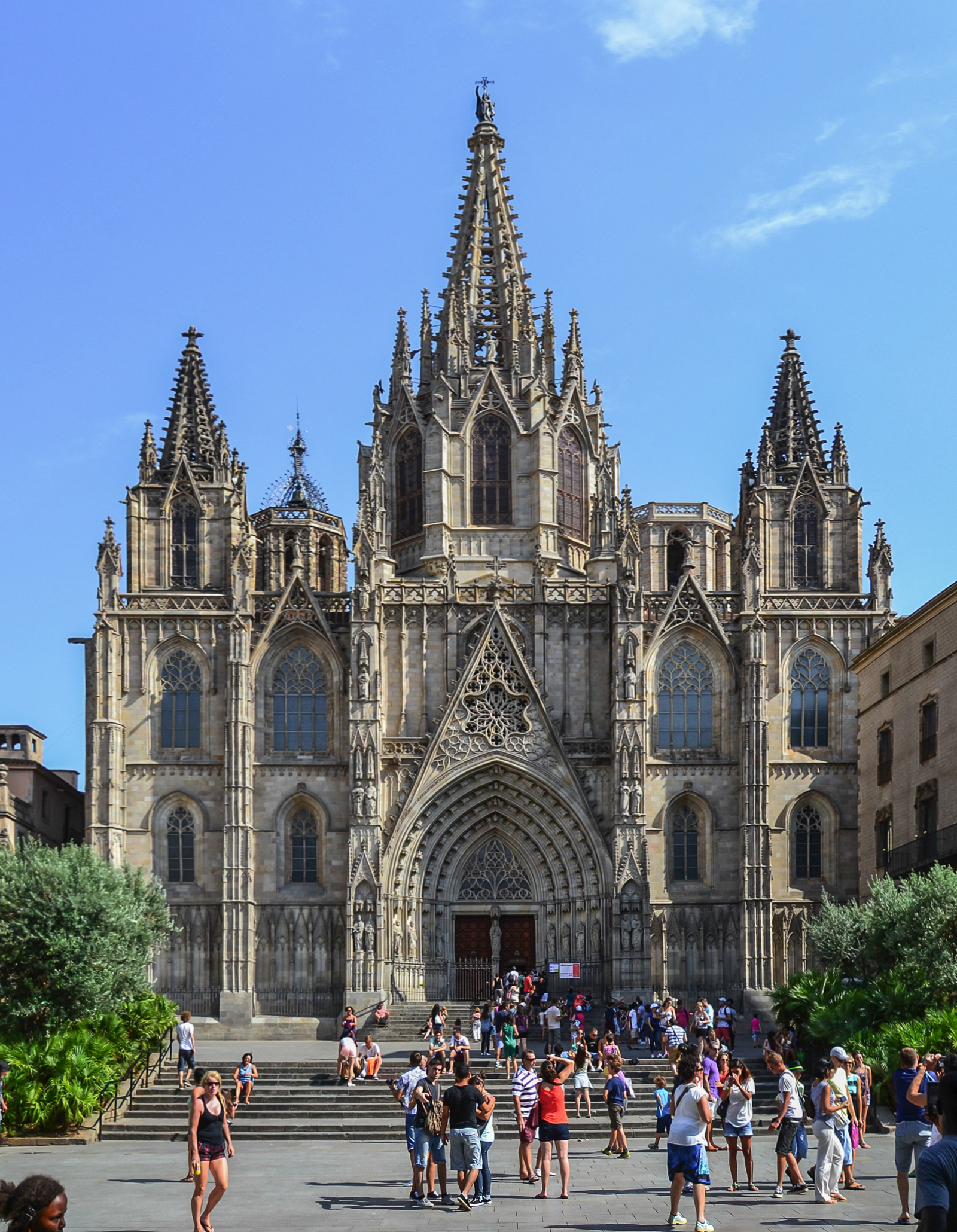
Barcelonská katedrála

Biskupství zde vzniklo již ve 4. století, a bylo sufragánním biskupstvím arcidiecéze tarragonské. Papež Pavel VI. toto biskupství v roce 1964 povýšil na arcibiskupství, a to bez sufragánních diecézí, a tedy bezprostředně podřízené Svatému Stolci. Arcibiskup měl i přes to právo nosit palium. 15. června 2004 papež Jan Pavel II. zřídil konstitucí Ad totius dominici gregis dvě nová biskupství, Sant Feliu de Llobregat a Terrassa, podřídil je Barceloně a tak se z ní stala metropolitní arcidiecéze. Katedrálou je kostel Sv. Kříže a sv. Eulálie v Barceloně.